# Vườn quốc gia Lanín
Vườn quốc gia Lanin (tiếng Tây Ban Nha: Parque Nacional Lanin) là một vườn quốc gia nằm ở tỉnh Neuquén của Argentina. Tại đây có những khu rừng có sự đa dạng loài cao, chủ yếu là Họ Cử và cây lá kim như Nothofagus pumilio và Araucaria, nhiều loài trong số đó không được tìm thấy ở bất cứ nơi khác tại Argentina.
Vườn quốc gia nổi tiếng với ngọn núi lửa Lanín, với hình dạng như một chiếc nón và đỉnh quanh năm phủ đầy tuyết. Đây cũng là nơi có rất nhiều các hồ nước như Huechulafquen, Aluminé, và Lácar cùng các con sông suối. Hệ động vật của vườn quốc gia tương tự như Vườn quốc gia Nahuel Huapi ở phía Nam.
Thành phố du lịch của San Martín de los Andes trên bờ hồ Lácar phục vụ như là trung tâm cho du khách tham quan, cũng như các hoạt động khác bao gồm trượt tuyết, câu cá và đi thuyền trên sông.